# Édouard Lelièvre de La Grange
Pour les articles homonymes, voir Le Lièvre de La Grange.
Adélaïde Édouard Lelièvre de la Grange, marquis de la Grange et de Fourilles, est un homme politique français né le 16 décembre 1796 à Paris et mort le 17 janvier 1876 à Paris.

## Biographie
Fils de Adélaïde Blaise François Lelièvre de la Grange et de Adélaïde Victoire Hall, petit-fils du peintre Pierre Adolphe Hall, par sa mère.
Il épouse, le 5 juin 1827, à Paris, Constance Magdeleine Louise Nompar de Caumont, fille de François Philibert Bertrand Nompar de Caumont et de Marie Constance de Lamoignon, elle-même fille de Chrétien-François de Lamoignon de Basville.
Il décède le 17 janvier 1876, à 15 heures 30, en son domicile situé au 29 rue Barbet de Jouy, à Paris 7e. Son décès est déclaré le lendemain, par Mathieu Pierre Étienne, Comte de Luppé, et par Pierre Jean Paul Émile de Label, Vicomte de Lambel, ses neveux.

### Carrière militaire
Son père, général de l'Empire, le destine très tôt à une carrière militaire.
Ainsi, après de brillantes études au lycée Napoléon, il entre, en 1813, dans le régiment des gardes d'honneur. L'année suivante, il passe maréchal des logis dans la 2e compagnie de mousquetaires, commandée par son père, avant d'être nommé, en 1816, capitaine à l'état-major de la garde royale,.
Il est nommé chevalier de la Légion d'Honneur, en 1815.

### Carrière de diplomate
En 1821, il décide d'abandonner sa carrière militaire et, accompagnant le Comte de la Garde, ambassadeur à Madrid, il embrasse une carrière diplomatique, comme attaché à l'ambassade de France en Espagne.
Dans le courant de l'année 1822, alors qu'il se trouve en France, avec des dépêches, il est renvoyé, le 1er juillet, à Madrid, où il assiste à la crise du 7 de ce mois. Le Duc Mathieu de Montmorency-Laval, ministre des affaires étrangères, souhaitant récompenser son mérite, fait créer, pour lui, le poste de secrétaire de légation à Karlsruhe.
Suivant toujours le Comte de la Garde, il obtient un poste de secrétaire d'ambassade à Vienne, en 1824, et il exerce, après les conférences de Milan, les fonctions de chargé d'affaires d'une telle manière qu'il est placé à la tête de la légation de La Haye, en 1828,.
À la suite de la révolution de 1830, il démissionne de ses fonctions et se consacre dès lors à la littérature et à l'archéologie dont il est passionné depuis un séjour à Rome et s'intéresse plus particulièrement aux médailles qu'il recherche et collectionne.
Il s'intéresse également à l'agriculture, notamment dans les vastes domaines qu'il possède dans le blayais, de par son mariage.

### Carrière politique
Porté par le parti libéral comme candidat à la députation, en 1834, dans le collège électoral de l'arrondissement de Verneuil, département de l'Eure, il obtient un grand nombre de voix et ne s'incline face au candidat ministériel qu'après un ballottage.
Candidat à la députation le 4 novembre 1837, dans le 6e collège de la Gironde, il est élu par 108 voix sur 193 votants, pour 228 inscrits. Il est successivement réélu : 
- le 2 mars 1839, par 126 voix sur 204 votants,
- le 9 juillet 1842, par 170 voix sur 225 votants pour 282 inscrits, contre le Sieur Merlet, crédité de 65 suffrages,
- le 1er août 1846, par 175 voix sur 273 votants pour 300 inscrits, contre le Sieur de Caumont, crédité de 90 suffrages[8].

Édouard de Barthélémy, membre du comité des sociétés savantes, dans sa notice nécrologique, explique son élection de député pour l'arrondissement de Blaye, en 1837, par la proximité géographique, tout d'abord, mais également par son indépendance politique malgré les diverses propositions du gouvernement de Louis-Philippe.
Il siège, sans discontinuer, à la chambre des députés, jusqu'en 1848, siégeant alternativement dans la majorité et l'opposition.
En 1841, il se prononce contre le projet de loi relatif aux fortifications de la ville de Paris. Concernant la question des sucres, posée aux députés en 1843, il se prononce également contre.
Le 25 mai 1844, il est nommé membre de la commission en charge du projet de loi sur la contrefaçon en France des ouvrages publiés en Sardaigne faisant suite à une convention conclue entre les gouvernements français et sarde ayant pour but de garantir le droit de propriété dans les deux royaumes.
Il est élu, au premier tour de scrutin, en séance du 29 décembre 1845, secrétaire définitif de la chambre des pairs et admis après vérification des titres.
Par suite de décès, de démission ou d'annulation d'élections, il est élu, dans le courant de l'année 1846, au Conseil général de la Gironde, dans le canton de Bourg. Réélu, en 1852, pour le canton de Saint-Savin, il est nommé, par décret du 7 août suivant, vice-président du conseil. Par décret du 12 août 1863, il est nommé vice-président dudit conseil, pour la session de 1863. Il conservera son mandat jusqu'en 1863.
Il est de nouveau député de la Gironde de 1849 à 1851, siégeant à droite.
Par décret du 26 janvier 1852, Il est nommé, par Louis-Napoléon, sénateur, et le restera jusqu'en 1870.
Le 10 juin 1857, il présente, devant le Sénat, un rapport sur la loi relative à l'assainissement et à la mise en culture des landes de Gascogne, le 1er juin 1859, sur la loi relative à un règlement de pêche dans la Bidassoa.
Le 9 mars 1861, il se prononce en faveur du projet d'adresse initié par l'Empereur. Il confirme sa position, le 5 mars 1862, quant au scrutin sur l'adresse organisé en réponse au discours de la Couronne.
Le 8 janvier 1864, il est nommé vice-président du 4e bureau du Sénat et, au titre de ce bureau, membre de la commission chargée d'examiner des lois relatives à l'établissement de surtaxes, à une délimitation de communes, à des emprunts et à des impositions extraordinaires.
Le 9 mai 1868, il se prononce contre les conclusions de la commission tendant à ne pas renvoyer à une nouvelle délibération du Corps-législatif la loi relative à la Presse.
Usant de sa popularité en Gironde, il appuie, au mois de mai 1869, la candidature de son neveu, le Comte de Luppé, au Corps-législatif. S'adressant aux électeurs de la 4e circonscription, il profite de cet appel au suffrage pour évoquer les grandes difficultés qu'il rencontre, depuis six ans, avec le gouvernement, évoquant une « guerre opiniâtre » menée à son encontre.
Il propose différents amendements visant à modifier le mode de nomination des sénateurs, imposant la tenue de ce choix de l'empereur, en conseil des ministres (1870), le mode de nomination du président du Sénat, des vice-présidents, secrétaires et grand-référendaire, faisant passer cette compétence de l'empereur au Sénat lui-même (1870).

### Carrière littéraire
Il est un des fondateurs et des collaborateurs du journal L'Europe littéraire : journal de la littérature nationale et étrangère, revue hebdomadaire créée en 1833.
En 1839, il est directeur de la société des antiquaires de Normandie.
En 1843, il est membre du comité historique du ministère de l'instruction publique et de la société de l'histoire de France.
Le 18 novembre 1843, il est présenté devant l'Académie des Inscriptions et Belles-Lettres pour pourvoir le fauteuil laissé vacant par le décès du Marquis de Fortia d'Urban. Ne recueillant qu'une voix dans le suffrage l'opposant à Prosper Mérimée, qui obtient vingt-cinq voix, et Henri Ternaux-Compans qui réussit à convaincre onze académiciens sur les trente-huit votants, il s'incline face à Mérimée, élu membre libre.
En séance du 18 juillet 1846 de l'Académie des Inscriptions et Belles-Lettres, il est élu, au premier tour de scrutin, membre libre de l'Institut, à la place de Jean-Baptiste Benoît Eyriès, décédé, ayant recueilli trente-huit suffrages sur les 39 exprimés, une voix allant à Henri Ternaux-Compans,.
Il est reçu membre résident de l'Académie des Sciences, Belles-Lettres et Arts de Bordeaux, le 29 août 1856,.
Par arrêté du 22 février 1858, vice-président du comité des travaux historiques et des sociétés savantes près le ministère de l'instruction publique, des cultes et des beaux-arts, il est nommé président de la section d'archéologie dudit comité,.
Par décret en date du 8 janvier 1859, il est nommé membre du Conseil du sceau des titres, dont la vice-présidence lui est confiée, dès 1861.
En 1874, il est reçu à la société de l'histoire de Paris et de l'Île-de-France.
Il publie un grand nombre d'articles littéraires dans des recueils périodiques tels que Le Conservateur, La Revue des deux Mondes, L'Europe littéraire, La Revue de Paris, La Revue germanique, La Revue française et étrangère.
À la suite de son décès, l'Académie des Inscriptions et Belles-Lettres procède, le 10 mars 1876, à des élections visant à son remplacement. Au premier tour de scrutin, Alexandre Germain obtient 15 voix, Charles Nisard, 15 voix également, et Frédéric Baudry, douze voix. Un second tour de scrutin crédite de 25 suffrages Alexandre Germain qui est élu membre libre de l'académie.

## Publications

### Traducteur
- Traduction de l'allemand au français de Les suédois à Prague ou un épisode de la guerre de Trente ans, roman historique de Caroline Pichler[37], en 1827[7]
- Traduction de l'allemand au français de La délivrance de Bude, roman historique de Caroline Pichler[6], en 1829[7],
- Traduction de l'allemand au français des pensées de Jean Paul, extraites de tous ses ouvrages, en 1829[37],
- Traduction de l'allemand au français de dix poèmes tirés de Mer du Nord de Heinrich Heine, publiés dans le journal La France littéraire en 1934[38].

### Auteur
- Notice sur cent-quatre-vingt-seize médailles d'or trouvées, pendant l'été 1834, à Ambenay, canton de Rugles, département de l'Eure, en octobre 1834[39],
- Notice sur des antiquités romaines découvertes, en 1834, à Chandai (Orne), dans les propriétés de M. le Comte de Caumont La Force, en 1835,
- Réponse à l'écrit de M. Duverger de Hauranne sur la convention du 13 juillet et sur la situation actuelle de la France, en 1841[40],
- De la situation politique du pays avant les élections, en 1842[41],
- De la noblesse comme institution impériale, en 1857[42],

### Éditeur scientifique
- Mémoires authentiques de Jacques Nompar de Caumont, duc de La Force, Maréchal de France, et de ses deux fils, les marquis de Montpouillan et de Castelnaut, suivis de documents curieux et de correspondances inédites de Jeanne d'Albret, Henri III, Henri IV, Catherine de Bourbon, Louis XIII, Marie de Médicis, Condé, Sully, Villeroy, Fresnes, Pontchartrain, Bouillon, Biron, d'Ornano, Montespan, Matignon, du Plessis-Mornay, Rohan, Schomberg, Châtillon, d'Effiat, Feuquières, Richelieu, Servien, des Noyers, Bouthillier, et autres personnages marquants depuis la Saint-Barthélemy jusqu'à la Fronde; pour faire suite à toutes les collections de mémoires sur l'Histoire de France, recueillis, mis en ordre et précédés d'une introduction par le Marquis de La Grange, Député de la Gironde, membre du comité historique du Ministère de l'Instruction publique et de la Société de l'Histoire de France ; Paris, Charpentier libraire-éditeur, 1843 : tome 1[43], tome 2[44], tome 3[45]et tome 4[46].
- Voyaige d'Oultremer en Jhérusalem par le Seigneur de Caumont, l'an M CCCC XVIII, publié pour la première fois d'après le manuscrit du musée britannique par le Marquis de La Grange, Membre de l'Institut, en 1858[47],
- Les jeux d'esprit ou la promenade de la Princesse de Conti à Eu, par mademoiselle de La Force, publiés pour la première fois avec une introduction par Monsieur le Marquis de La Grange, Membre de l'Institut, en 1862[48],
- Hugues Capet, chanson de geste, publiée pour la première fois d'après le manuscrit unique de Paris par M. le Marquis de La Grange, en 1864[49],
- La Prophécie du Roy Charles VIII par Maître Guilloche Bourdelois, publiée pour la première fois d'après le Manuscrit unique de la Bibliothèque impériale par le Marquis de La Grange, Membre de l'Institut, et de l'Académie de Bordeaux, en 1869[50],
- Nouvelles lettres de Mme Swetchine publiées par le Marquis de La Grange[51], en 1875.

## Récompenses et distinctions
- Grand officier de l'Ordre de la Légion d'Honneur (promotion de juin 1856)[33],
- Grand-Croix de l'Ordre de la Couronne de chêne[52],
- Commandeur de l'Ordre de Charles III d'Espagne[53],
- Officier de l'Instruction publique,

## Prix Marquis de la Grange
Par testament en date du 14 août 1871, il lègue à l'Académie de Bordeaux, une rente de 600 francs destinée à fonder un prix annuel à décerner alternativement à l'auteur du meilleur livre ou mémoire sur la langue gasconne et à l'auteur du meilleur livre ou mémoire sur la numismatique des provinces méridionales. Ce prix est encore décerné par l'Académie nationale des Sciences, Belles-Lettres et Arts de Bordeaux, à l'heure actuelle.

### Sources
- « Édouard Lelièvre de La Grange », dans Adolphe Robert et Gaston Cougny, Dictionnaire des parlementaires français, Edgar Bourloton, 1889-1891 [détail de l’édition]
- Édouard Lelièvre La Grange (marquis de, 1796-1876) data.bnf.fr (ISNI 0000 0000 8377 8782)
- LELIÈVRE Adélaïde Édouard dit Augustin de LAGRANGE, Comité des travaux historiques et scientifiques, Institut rattaché à l'École nationale des Chartes, notice de Martine François et de Christiane Demeulenaere-Douyère, créée le 10 octobre 2006, mise à jour le 3 septembre 2013.
- La Grange, Édouard Lelièvre (1796-1896 ; marquis de) Identifiant IdRef : 035562943, Identifiants et référentiels pour l'enseignement supérieur et la recherche